# 177P/Barnard
177P/Barnard, komet Halleyjeve vrste, objekt blizu Zemlji